# Сухоруков, Сергей Иванович
Сергей Иванович Сухоруков — советский хозяйственный и государственный деятель, Герой Социалистического Труда.

## Биография
Родился в 1932 году в селе Ядровка. Член КПСС.
Окончил ремесленное училище при Саратовском авиационном заводе.
В 1952—1992 — токарь цеха № 10 Саратовского авиационного завода Министерства авиационной промышленности СССР.
Указом Президиума Верховного Совета СССР от 19 сентября 1977 года присвоено звание Героя Социалистического Труда с вручением ордена Ленина и золотой медали «Серп и Молот».
Делегат XXVII съезда КПСС.
Умер в 2005 году в Саратове.

## Награды и звания
- Герой Социалистического Труда (19.09.1977)
- Орден Ленина (26.04.1971, 19.09.1977)